# Liste der an Kate Hudson verliehenen Auszeichnungen
Diese Seite stellt eine Liste von Auszeichnungen und Nominierungen der US-amerikanischen Filmschauspielerin Kate Hudson dar.
- 2000: Blockbuster Entertainment Award als Beste Newcomerin in Almost Famous – Fast berühmt
- 2000: Broadcast Film Critics Association Award als Beste Newcomerin in Almost Famous – Fast berühmt
- 2000: Dallas-Fort Worth Film Critics Association Award als Beste Nebendarstellerin in Almost Famous – Fast berühmt
- 2000: Florida Film Critics Circle Awards als Beste Newcomerin in Almost Famous – Fast berühmt
- 2000: Golden Globe Award als Beste Nebendarstellerin in Almost Famous – Fast berühmt
- 2000: Kansas City Film Critics Circle Award als Beste Nebendarstellerin in Almost Famous – Fast berühmt
- 2000: Las Vegas Film Critics Society Award als Beste Nebendarstellerin in Almost Famous – Fast berühmt
- 2000: Online Film Critics Society Award  als Teil des besten Ensembles in Almost Famous – Fast berühmt
- 2000: Online Film Critics Society Award als Beste Nebendarstellerin in Almost Famous – Fast berühmt
- 2000: Phoenix Film Critics Society Award als Beste Nebendarstellerin in Almost Famous – Fast berühmt
- 2000: Satellite Award als Beste Nebendarstellerin in Almost Famous – Fast berühmt
- 2000: Nominiert—Academy Award als Beste Nebendarstellerin in Almost Famous – Fast berühmt
- 2000: Nominiert—American Comedy Awards als lustigste Nebendarstellerin in Almost Famous – Fast berühmt
- 2000: Nominiert—BAFTA Award  als Beste Hauptdarstellerin in Almost Famous – Fast berühmt
- 2000: Nominiert—Chicago Film Critics Association Award als Beste Nebendarstellerin in Almost Famous – Fast berühmt
- 2000: Nominiert—Chicago Film Critics Association Award als beste Nachwuchsdarstellerin  in Almost Famous – Fast berühmt
- 2000: Nominiert—MTV Movie Award als Bestgekleidete
- 2000: Nominiert—MTV Movie Award als Beste Darstellerin in Almost Famous – Fast berühmt
- 2000: Nominiert—Online Film Critics Society Award als beste Nachwuchsdarstellerin  in Almost Famous – Fast berühmt
- 2000: Nominiert—Phoenix Film Critics Society als beste Nachwuchsdarstellerin  in Almost Famous – Fast berühmt
- 2000: Nominiert—Screen Actors Guild Award als beste Nachwuchsdarstellerin  in Almost Famous – Fast berühmt
- 2000: Nominiert—Screen Actors Guild Award  als Teil des besten Ensembles in Almost Famous – Fast berühmt
- 2000: Nominiert—Teen Choice Award for Choice Movie Actress
- 2003: Nominiert—MTV Movie Award für die beste weibliche Leistung in Wie werde ich ihn los – in 10 Tagen?
- 2003: Nominiert—Teen Choice Awards für die beste weibliche Komödiantin in Wie werde ich ihn los – in 10 Tagen?
- 2003: Nominiert—Teen Choice Awards für den besten Gefühlsausbruch in Wie werde ich ihn los – in 10 Tagen?
- 2003: Nominiert—Teen Choice Awards als beste Lügnerin im Film in Wie werde ich ihn los – in 10 Tagen?
- 2003: Nominiert—Teen Choice Awards für den besten Kuss geteilt  mit Matthew McConaughey  in Wie werde ich ihn los – in 10 Tagen?
- 2004: Nominiert—Teen Choice Awards für die beste weibliche Komödiantin in Liebe auf Umwegen
- 2006: Nominiert—Teen Choice Awards für die Leistung in Ich, Du und der Andere
- 2008: Nominiert—Goldene Himbeere als schlechteste Darstellerin in Ein Schatz zum Verlieben und Männer sind Schweine
- 2009: Nominiert—MTV Movie Award bester Kampf in Bride Wars – Beste Feindinnen
- 2009: Nominiert—Teen Choice Awards für die beste weibliche Komödiantin in Bride Wars – Beste Feindinnen
- 2009: Nominiert—Teen Choice Awards für den besten Gefühlsausbruch in Bride Wars – Beste Feindinnen
- 2009: Nominiert—Teen Choice Awards für die beste Prügelei geteilt mit Anne Hathaway (auch Produzentin) in Bride Wars – Beste Feindinnen
- 2009: Satellite Award als Teil des besten Ensembles in Nine
- 2009: Nominiert—Broadcast Film Critics Association Award als Teil des besten Ensembles in Nine
- 2009: Nominiert—Screen Actors Guild Award als Teil des besten Ensembles in Nine
- 2009: Nominiert—Washington D.C. Area Film Critics Association als Teil des besten Ensembles in Nine
- 2017: Nominiert—Goldene Himbeere als schlechteste Nebendarstellerin in Mother’s Day – Liebe ist kein Kinderspiel
- 2021: Nominiert—Golden Globe als Beste Hauptdarstellerin – Komödie/Musical in Music
- 2021: Auszeichnung Goldene Himbeere als schlechteste Darstellerin in Music